# Martin Nörl
Pour les articles homonymes, voir Nörl.
Martin Nörl, né le 12 août 1993 à Landshut, est un snowboardeur allemand.

## Palmarès

### Championnats du monde
- Championnats du monde 2023 à Bakuriani (Géorgie) :
  -  Médaille d'argent en cross.

### Coupe du monde
- 2 gros globes de cristal :
  - Vainqueur du classement snowboardcross en 2022 et 2023.
- 10 podiums dont 7 victoires.

#### Détails des victoires en Coupe du monde
| Épreuve / Édition | Snowboard Cross                           |
| ----------------- | ----------------------------------------- |
| 2018-2019         | Cervinia                                  |
| 2021-2022         | Cortina d'Ampezzo Krasnoïarsk x2          |
| 2022-2023         | Les Deux Alpes Veysonnaz Mont Sainte-Anne |